# Nekrolog 1468
Nekrolog
◄◄
| ◄
| 1464
| 1465
| 1466
| 1467
| 1468 | 1469 | 1470 | 1471 | 1472 | ► | ►►
Weitere Ereignisse | Allgemeiner Nekrolog 1468
Die Beschreibung der verstorbenen Person sollte so kurz wie möglich gehalten sein und nur deren signifikante Tätigkeit(en) enthalten.
Neue Namen ggf. auch unter dem Geburts- und Sterbedatum, also etwa unter 1. Januar und im Geburts- und Sterbejahr (2024) eintragen (nur bei entsprechender großer Wichtigkeit). Für Beispiele siehe die schon vorhandenen Artikel.
Außerdem über die fünf zuletzt Verstorbenen, zu denen es einen ausreichend guten Artikel für eine Präsentation auf der Hauptseite gibt, nach der todesbedingten Überarbeitung der Artikel ggf. auch unter Wikipedia Diskussion:Hauptseite informieren und sie am besten auch in den anderen Wikipedia-Sprachversionen eintragen. Tipp: Regelmäßig bei news.google.de nach „ist tot“, „gestorben“ oder „verstorben“ suchen.
Wenn eine Person gestorben ist, gibt es viele Seiten zu dieser Person in der Wikipedia, die davon auch betroffen sind und entsprechend aktualisiert werden müssen. Beispiele: Namenübersichtsseite, Geburtsjahr, Geburtsort-Seiten und viele mehr.
Wie finde ich die betroffenen Seiten?
Im Suchfeld auf der linken Seite gibt man den Suchbegriff so ein: „Vorname Nachname“. Dann klickt man auf Volltext und alle Seiten mit entsprechendem Suchtext werden aufgerufen. Hier sieht man dann schnell, wo auch das Todesjahr Sinn macht oder sogar ein Teil des Artikels angepasst werden muss. Auch hilft das „Werkzeug“ auf der linken Seite sehr gut, um solche Seiten aufzufinden: „Links auf diese Seite“. Somit ist die Wikipedia wieder aktuell in allen Bereichen! Hinweis: bei Eintragung der Kategorie „Gestorben JAHR“ wird der Missbrauchsfilter 49 ausgelöst, was jedoch nicht schlimm ist. Siehe: Spezial:Missbrauchsfilter/49
Dies ist eine Liste von im Jahr 1468 verstorbenen bekannten Persönlichkeiten. Die Einträge erfolgen innerhalb der einzelnen Daten alphabetisch sortiert. Tiere sind im Nekrolog für Tiere zu finden.

## Januar
| Tag        | Name       | Beruf, bekannt als                 | Alter | Beleg |
| ---------- | ---------- | ---------------------------------- | ----- | ----- |
| 17. Januar | Skanderbeg | albanischer Fürst und Nationalheld | 62    |       |

## Februar
| Tag         | Name               | Beruf, bekannt als    | Alter | Beleg |
| ----------- | ------------------ | --------------------- | ----- | ----- |
| 3. Februar  | Johannes Gutenberg | deutscher Buchdrucker |       |       |
| 13. Februar | Juana Enríquez     | Königin von Aragón    |       |       |

## April
| Tag       | Name         | Beruf, bekannt als                               | Alter | Beleg |
| --------- | ------------ | ------------------------------------------------ | ----- | ----- |
| 20. April | Martin Lupáč | tschechischer Theologe und Diplomat der Hussiten |       |       |

## Mai
| Tag     | Name               | Beruf, bekannt als                        | Alter | Beleg |
| ------- | ------------------ | ----------------------------------------- | ----- | ----- |
| 18. Mai | Johannes Hartlieb  | deutscher Arzt, Hofdichter und Übersetzer |       |       |
| 22. Mai | Jacques de Bourbon | Ritter des Ordens vom Goldenen Vlies      |       |       |
| 31. Mai | Giovanni Soranzo   | venezianischer Bankier                    |       |       |

## Juni
| Tag      | Name                         | Beruf, bekannt als                              | Alter | Beleg |
| -------- | ---------------------------- | ----------------------------------------------- | ----- | ----- |
| 6. Juni  | Adrian von Borsselen         | Herr von Brigdamme, Zoutelande und Sint Laurens |       |       |
| 11. Juni | Albert Bisschop              | Lübecker Fernhandelskaufmann                    |       |       |
| 22. Juni | Friedrich von Neuenahr-Alpen | Herr von Alpen, Linnep und Helpenstein          |       |       |
| 30. Juni | Eleonore Talbot              | Mätresse des englischen Königs Eduard IV.       |       |       |

## Juli
| Tag     | Name                 | Beruf, bekannt als                           | Alter | Beleg |
| ------- | -------------------- | -------------------------------------------- | ----- | ----- |
| 5. Juli | Alfons von Kastilien | Fürst von Asturien, Gegenkönig von Kastilien | 14    |       |

## August
| Tag        | Name             | Beruf, bekannt als         | Alter | Beleg |
| ---------- | ---------------- | -------------------------- | ----- | ----- |
| 3. August  | Henning Iven     | Bischof von Cammin         |       |       |
| 19. August | Tanno Duren      | ostfriesischer Häuptling   |       |       |
| 22. August | Charles de Melun | Großmeister von Frankreich |       |       |

## September
| Tag           | Name               | Beruf, bekannt als  | Alter | Beleg |
| ------------- | ------------------ | ------------------- | ----- | ----- |
| 23. September | Sejo               | König von Korea     | 50    |       |
| 26. September | Juan de Torquemada | spanischer Theologe |       |       |

## Oktober
| Tag         | Name                  | Beruf, bekannt als                                | Alter | Beleg |
| ----------- | --------------------- | ------------------------------------------------- | ----- | ----- |
| 9. Oktober  | Sigismondo Malatesta  | italienischer Condottiere, Dichter und Kunstmäzen | 51    |       |
| 23. Oktober | Bianca Maria Visconti | Herzogin von Mailand                              | 43    |       |

## November
| Tag          | Name           | Beruf, bekannt als                                             | Alter | Beleg |
| ------------ | -------------- | -------------------------------------------------------------- | ----- | ----- |
| 24. November | Jean de Dunois | Großkämmerer von Frankreich und Kampfgefährte der Jeanne d’Arc | 66    |       |

## Dezember
| Tag          | Name        | Beruf, bekannt als   | Alter | Beleg |
| ------------ | ----------- | -------------------- | ----- | ----- |
| 28. Dezember | Jean Michel | Bischof von Lausanne |       |       |

## Datum unbekannt
| Tag | Name                      | Beruf, bekannt als               | Alter | Beleg |
| --- | ------------------------- | -------------------------------- | ----- | ----- |
|     | Bartholomäus van der Lake | Kleriker und Chronist            |       |       |
|     | Johannes Herolt           | Lektor und dominikanischer Prior |       |       |
|     | Kumbha                    | Fürst von Mewar                  |       |       |
|     | Ralph Pudsey              | englischer Ritter                |       |       |
|     | Şerafeddin Sabuncuoğlu    | osmanischer Mediziner            |       |       |
|     | Francesco Squarcione      | italienischer Maler              |       |       |
|     | Zara Yaqob                | Kaiser von Äthiopien             |       |       |